# 정읍서초등학교
정읍서초등학교는 대한민국 전북특별자치도 정읍시에 있는 초등학교이다.

## 학교 연혁
- 1911 ~ 1945 일본인 소학교
- 1945. 08. 15 해방, 일본인 소학교 접수
- 1945. 11. 03 정읍동초등학교에서 10학급 800명 인수, 분리 개교
- 1949. 08. 03 정읍여자중학교와 교사 교환
- 1967. 03. 01 문교부지정 국어과 연구학교
- 1971. 03. 01 문교부 지정 과학과 실험학교
- 1973. 03. 01 문교부 지정 체육교육 실험학교
- 1992. 03. 01 교육부지정 교과전담제 시범학교
- 1998. 03. 01 교육부지정 인성교육 시범학교
- 1999. 03. 01 교육부지정 열린교육 시범학교
- 2001. 03. 01 전라북도교육청지정 영어교육 시범학교(2년)
- 2003. 03. 01 교육부지정 방과후학교 시설활용 연구학교
- 2010. 03. 01 전라북도교육청지정 교원능력개발평가 시범학교
- 2013. 03. 01 교육과학기술부요청 국정도서 현장적합성검토 연구학교
- 2013. 03. 01 제20대 박춘방 교장 부임
- 2014. 02. 04 제69회 졸업(총 25,312명)
- 2014. 03. 01 18학급 편성(특수학급 1포함)